# Claude Bergeret
Claude Bergeret (19 oktober 1954, Frankrijk) is een voormalig Frans professioneel tafeltennisster. Zij werd wereldkampioen tafeltennis in het gemengd dubbelspel in 1977 en won daarnaast nog vier bronzen medailles op WK's en EK's.

## Belangrijkste resultaten
- WK
  -  Goud in het gemengd dubbelspel in 1977 in Birmingham met Jacques Secrétin.
  -  Brons in het gemengd dubbelspel in 1979 in Pyongyang met Jacques Secrétin.
- EK
  -  Brons in het gemengd dubbelspel in 1974 in Novi Sad met Jacques Secrétin.
  -  Brons in het gemengd dubbelspel in 1976 in Praag met Jacques Secrétin.
  -  Brons in het vrouwen dubbelspel in 1976 in Praag met Brigitte Thiriet.